# François Marie Daudin
François Marie Daudin (Parigi, 29 agosto 1776 – Parigi, 30 novembre 1803) è stato uno zoologo e naturalista francese.

## Biografia
Daudin scrisse il Traite elementaire et complet d'Ornithologie (Storia Naturale degli Uccelli; 1800) e l'Histoire naturelle, générale et particulière des reptiles (Storia Naturale dei Rettili) (1802-03, 8 volumi). Quest'ultima opera contiene le descrizioni di 517 specie, alcune delle quali descritte per la prima volta.